# Lassina Dao (calciatore 1996)
Lassina Jean Apollinaire Junior Dao (Sud-Comoé, 20 dicembre 1996) è un ex calciatore ivoriano, di ruolo attaccante.

## Carriera
Ha giocato nella massima serie dei campionati moldavo, kazako, israeliano, bielorusso ed armeno.

## Palmarès

### Club

#### Competizioni nazionali
- Coppa di Moldavia: 1

Zaria Bălți: 2015-2016